# TuRU 1880 Düsseldorf
El TuRU Düsseldorf és un club esportiu (futbol i handbol) de la ciutat alemanya de Düsseldorf.
Actualment l'equip d'handbol disputa la Oberliga Nordrhein, la lliga regional de Rin del Nord-Westfàlia.
El seu únic títol és la Copa EHF de 1989, si bé fou subcampió de la Bundesliga alemanya la temporada 1987/88 i finalista de la Copa alemanya els anys 1987 i 1995.

## Palmarès
- 1 Copa EHF: 1989
- 2n classificat lliga 1987-1988
- Finalista Copa d'Alemanya 1987 i 1995